# Nowe Miasto (obwód lwowski)
Nowe Miasto dawniej też Nowe Miasto Przemyskie i Nowe Miasto Bybło (ukr. Нове Місто, Nowe Misto) – wieś na Ukrainie w rejonie samborskim (wcześniej w rejonie samborskim) obwodu lwowskiego nad Wyrwą. Liczy około 878 mieszkańców. Jest siedzibą silskiej rady, której podlegają również Boniowice.

## Historia

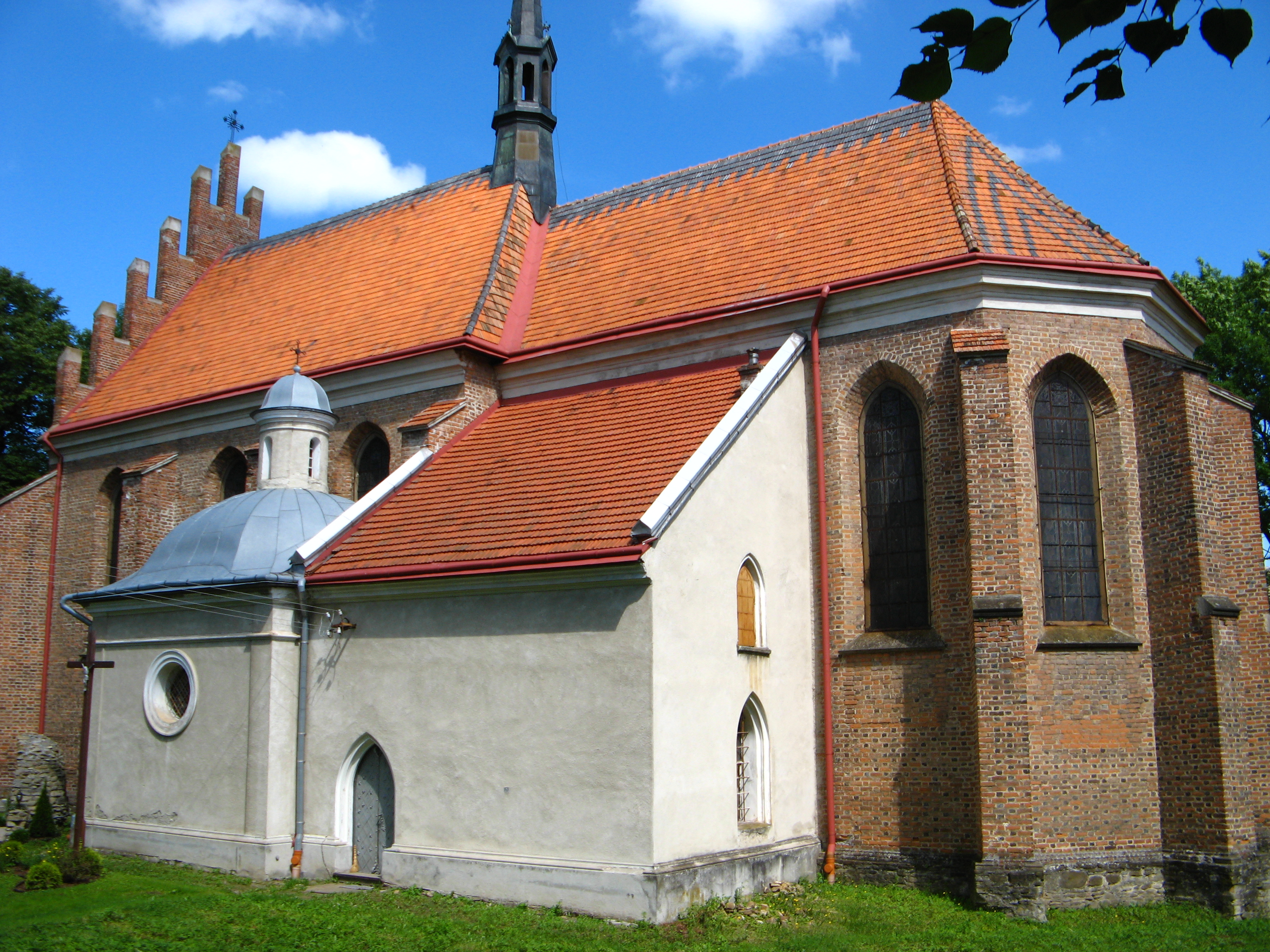
Kościół św. Marcina w Nowym Mieście

Pierwszy raz wzmiankowane w roku 1361 (według innych źródeł - 1301). W 1463 r. powstał miejscowy kościół rzymskokatolicki. W 1498 r. wojewoda wołoski Stefan najechał Nowe Miasto, niszcząc je wraz z kościołem, który został odbudowany w 1512 r. Z 1634 r. pochodzą pierwsze wzmianki o Żydach osiedlających się w mieście. W 1648 r. miasto zostało zniszczone, a mieszkańcy, w tym wszyscy Żydzi, zamordowani przez Kozaków Chmielnickiego.
W połowie XIX wieku właścicielem posiadłości tabularnej Nowe Miasto i Nowe Miasto Posada był Kajetan Guzkowski. W połowie XIX w. powstała samodzielna gmina żydowska. Zapewne z tego czasu pochodzą też miejscowa synagoga i cmentarz żydowski. Dane dotyczące ludności Nowego Miasta w 1880 r. są niespójne, choć panuje zgoda co do sumarycznej liczby, to jest 916. W okresie II Rzeczypospolitej (1921 r.) liczyło około 794 mieszkańców, z czego 259 Żydów. Znajdowało się w powiecie dobromilskim województwa lwowskiego. Między 27 czerwca a 3 sierpnia 1942 r. istniało tu getto dla ludności żydowskiej, utworzone przez Niemców. Żydzi zostali deportowani do Obozu Zagłady w Bełżcu i tam zamordowani. 31 lipca 1944 r. zajęte przez wojska radzieckie.  W latach 1944–1945 nacjonaliści ukraińscy z OUN-UPA zamordowali tu 20 Polaków. Status miasta utraciło po I wojnie światowej, a prawa miejskie w związku z reformą administracyjną 1933/34.

## Ważniejsze obiekty
- Kościół św. Marcina w Nowym Mieście (rzymskokatolicki) z 1463 r.
- Cerkiew greckokatolicka
- Cerkiew greckokatolicka – nieistniejąca
- Synagoga w Nowym Mieście Przemyskim
- Cmentarz żydowski w Nowym Mieście Przemyskim